# Esqui alpino nos Jogos Olímpicos de Inverno de 2014 - Downhill masculino
O downhill masculino nos Jogos Olímpicos de Inverno de 2014 foi disputado no Centro Alpino Rosa Khutor, na Clareira Vermelha, em Sóchi no dia 9 de fevereiro de 2014.

## Medalhistas
| Ouro   | AUT Matthias Mayer      |
| Prata  | ITA Christof Innerhofer |
| Bronze | NOR Kjetil Jansrud      |

## Resultados
| Pos.              | Bib | Atleta                             | Tempo   | Diferença |
| ----------------- | --- | ---------------------------------- | ------- | --------- |
| Medalha de ouro   | 11  | AUT Matthias Mayer                 | 2:06.23 |           |
| Medalha de prata  | 20  | ITA Christof Innerhofer            | 2:06.29 | +0.06     |
| Medalha de bronze | 8   | NOR Kjetil Jansrud                 | 2:06.33 | +0.10     |
| 4                 | 18  | NOR Aksel Lund Svindal             | 2:06.52 | +0.29     |
| 5                 | 7   | USA Travis Ganong                  | 2:06.64 | +0.41     |
| 6                 | 3   | SUI Carlo Janka                    | 2:06.71 | +0.48     |
| 7                 | 14  | ITA Peter Fill                     | 2:06.72 | +0.49     |
| 8                 | 15  | USA Bode Miller                    | 2:06.75 | +0.52     |
| 9                 | 9   | AUT Max Franz                      | 2:07.03 | +0.80     |
| 10                | 21  | CAN Erik Guay                      | 2:07.04 | +0.81     |
| 11                | 17  | ITA Dominik Paris                  | 2:07.13 | +0.90     |
| 12                | 10  | ITA Werner Heel                    | 2:07.16 | +0.93     |
| 13                | 13  | SUI Beat Feuz                      | 2:07.49 | +1.26     |
| 14                | 27  | SUI Didier Défago                  | 2:07.79 | +1.56     |
| 15                | 16  | SUI Patrick Küng                   | 2:07.82 | +1.59     |
| 16                | 26  | FRA David Poisson                  | 2:07.83 | +1.60     |
| 17                | 23  | AUT Georg Streitberger             | 2:07.86 | +1.63     |
| 18                | 19  | FRA Adrien Théaux                  | 2:07.89 | +1.66     |
| 19                | 6   | CAN Benjamin Thomsen               | 2:08.00 | +1.77     |
| 20                | 29  | CZE Ondřej Bank                    | 2:08.24 | +2.01     |
| 21                | 2   | CAN Jan Hudec                      | 2:08.49 | +2.26     |
| 22                | 22  | AUT Klaus Kröll                    | 2:08.50 | +2.27     |
| 23                | 5   | RUS Alexander Glebov               | 2:08.96 | +2.73     |
| 24                | 33  | SLO Klemen Kosi                    | 2:08.98 | +2.75     |
| 25                | 28  | CAN Manuel Osborne-Paradis         | 2:09.00 | +2.77     |
| 26                | 30  | FRA Guillermo Fayed                | 2:09.03 | +2.80     |
| 27                | 1   | USA Steven Nyman                   | 2:09.15 | +2.92     |
| 28                | 31  | ESP Paul de la Cuesta              | 2:09.46 | +3.23     |
| 29                | 24  | CRO Natko Zrnčić-Dim               | 2:09.80 | +3.57     |
| 30                | 25  | USA Marco Sullivan                 | 2:10.10 | +3.87     |
| 31                | 36  | BLR Yuri Danilochkin               | 2:10.58 | +4.35     |
| 32                | 34  | AND Kevin Esteve Rigail            | 2:10.80 | +4.57     |
| 33                | 35  | KAZ Igor Zakurdayev                | 2:11.28 | +5.05     |
| 34                | 4   | ESP Ferran Terra                   | 2:11.43 | +5.20     |
| 35                | 46  | CZE Martin Vráblík                 | 2:11.73 | +5.50     |
| 36                | 49  | BUL Georgi Georgiev                | 2:12.49 | +6.26     |
| 37                | 41  | DEN Christoffer Faarup             | 2:12.55 | +6.32     |
| 38                | 45  | BUL Nikola Chongarov               | 2:12.57 | +6.34     |
| 39                | 39  | MON Arnaud Alessandria             | 2:12.71 | +6.48     |
| 40                | 37  | AND Marc Oliveras                  | 2:12.76 | +6.53     |
| 41                | 42  | CHI Henrik von Appen               | 2:13.16 | +6.93     |
| 42                | 48  | KAZ Martin Khuber                  | 2:13.51 | +7.28     |
| 43                | 40  | KAZ Dmitriy Koshkin                | 2:14.63 | +8.40     |
| 44                | 47  | BIH Igor Laikert                   | 2:15.07 | +8.84     |
| 45                | 43  | SVK Martin Bendík                  | 2:15.39 | +9.16     |
| 46                | 50  | ROU Ioan Valeriu Achiriloaie       | 2:17.46 | +11.23    |
| 47                | 38  | LAT Roberts Rode                   | 2:17.50 | +11.27    |
| 48                | 44  | ARG Cristian Javier Simari Birkner | DNS     |           |
| 48                | 12  | FRA Johan Clarey                   | DNF     |           |
| 48                | 32  | NOR Aleksander Aamodt Kilde        | DNF     |           |

Legenda
| Recorde mundial      | Recorde mundial (World record)               |                       | Recorde africano                      | Recorde africano (African) |                                           | Q | Classificado por posição (Qualified) |
| Recorde olímpico     | Recorde olímpico (Olympic record)            | Recorde da América    | Recorde da América (Americas)         | q                          | Classificado por melhor tempo (Qualified) |   |                                      |
| Melhor marca do ano  | Melhor marca do ano (World leading)          | Recorde asiático      | Recorde asiático (Asian)              | DNS                        | Não largou (Did not start)                |   |                                      |
| Recorde nacional     | Recorde nacional (National record)           | Recorde europeu       | Recorde europeu (European)            | DNF                        | Não terminou (Did not finish)             |   |                                      |
| Recorde pessoal      | Recorde pessoal do atleta (Personal best)    | Recorde da Oceania    | Recorde da Oceania (Oceania)          | DSQ / DQ                   | Desclassificado (Disqualified)            |   |                                      |
| Recorde da temporada | Recorde da temporada do atleta (Season best) | Recorde sul-americano | Recorde sul-americano (South America) | NM                         | Sem marca (No mark)                       |   |                                      |